# Babadjou
Babadjou est une commune du Cameroun située dans le département des Bamboutos et la région de l'Ouest, en pays Bamiléké. 

## Géographie
La localité se situe à 1 550 m d'altitude sur la route nationale 6 (axe Mbouda-Bamenda) à 9 km au nord-ouest du chef-lieu départemental Mbouda. La commune s'étend sur le versant oriental des Monts Bamboutos. La limite occidentale de la commune est formée par les points culminants de la dent de Babadjou (2 524 m) et du Mont Mangwa (2 706 m), elle sépare Babadjou de Wabane (Région Sud-Ouest). 
| Santa  | Santa    | Santa  |
| Wabane | Babadjou | Mbouda |
|        | Batcham  |        |

## Histoire
L'arrondissement de Babadjou est créé en 1992. La commune de Babadjou est instaurée par le décret N°93/321 du 25 novembre 1993 par démembrement de la commune de Mbouda.

### Dynastie des Rois
Depuis sa création, la chefferie Babadjou a connu une succession de 11 rois, à savoir :
1. Fouo Lagmago
2. Fouo Djio
3. Fouo Fokou I
4. Fouo Fokou II
5. Fouo Touoyim I
6. Fouo Nzijouo (Tué par les allemands en 1903)
7. Fouo Touoyim II
8. Fouo Sam Bankeng
9. Fouo Temgoua
10. Fouo Penandjo
11. Fouo Sam Bankeng

### Langue et culture
Le groupement de Babadjou fait partie de l'aire linguistique du Ngombale, langue de la communauté et clan familial Bafung. Cette langue est commune aux groupements de Babadjou et de Bamessingué.

## Population
Le dictionnaire des villages du département des Bamboutos relève une population du groupement de 13 971 habitants en 1967. 
Lors du recensement de 2005, la commune compte 36 929 habitants , dont 5 243 pour Babadjou Ville. En 2012, le plan communal de développement estime la population communale à 44 198 habitants, avec un taux d'accroissement annuel de 2,6 % entre 2005  et 2010.
| 1967   | 2005   | 2012   |
| ------ | ------ | ------ |
| 13 971 | 36 929 | 44 198 |

## Administration
Les maires se succèdent à la tête de la municipalité depuis la création de la commune en 1993 et l'élection du premier maire en 1996.
| Période | Période | Identité        | Étiquette | Qualité                    |
| ------- | ------- | --------------- | --------- | -------------------------- |
| 1996    | 2002    | Etienne Fobasso | SDF       |                            |
| 2002    | 2007    | Jean Lacmou     | RDPC      |                            |
| 2007    | 2020    | Jacques Delego  | RDPC      | fonctionnaire des finances |
| 2020    |         | Gisèle Tsangue  | RDPC      | Colonel des Eaux et Forêts |

En 2015, la commune compte 8 centres d'état-civil secondaires ; King Place, Balépo, Bamelo, Bamepa'ah, Bawa-Findo, Kaza, Kombou, Ndjingha.

## Chefferies traditionnelles
L'arrondissement de Babadjou compte une chefferie traditionnelle de 1er degré et 19 chefferies de troisième degré :
- Chefferie Babadjou, 1er degré

## Villages et quartiers
Le plan communal de développement recense 72 villages en 2012 pour une superficie communale de 170 km2.

### Babadjou Ville
Le centre urbain est constitué de 4 quartiers : Bamedousso, Bawa, King Place et Niwang.

### Babadjou Rural
Le groupement rural compte 18 villages : Bachua, Balépo, Bamedji, Bamendou, Bamegnia, Bamekoue, Bamelo, Bamepah, Bametogoung, Bawa, Bamelo, Gagong, Kombou, Madjui, Mantset, Mogni, Njingha, Ntounga, Topelou.

## Quartiers et villages
Outre Babadjou et ses quartiers, la commune comprend les villages suivants :
- Bachua
- Balépo
- Bamedji
- Bamedou
- Baméfogou
- Bamegnia
- Bamekoue
- Bamelo
- Bamepah
- Bamétéa
- Bametogoung
- Batchua
- Bawa
- Bonneka
- Darmagnac
- Gagong
- Kombou
- Ladjeutsa
- Madjui
- Mantset
- Mogni
- Njingha
- Ntounga
- Topelou

## Enseignement
En 2012, la commune compte 11 écoles maternelles, l'enseignement primaire est assuré par 31 écoles publiques, 9 écoles catholiques et 4 écoles protestantes de l'EEC.
L'arrondissement de Babadjou compte 5 établissements secondaires publics dont 5 lycées, deux sont francophones et trois bilingues.
- Lycée bilingue de Babadjou
- Lycée bilingue de Bachua
- Lycée bilingue de Zavion
- Lycée de Bamendjingha
- Lycée technique de Bamelo

Les établissements secondaires privés sont le collège polyvalent Mafacda et le collège technique bilingue de Babadjou.

## Santé
Le Centre médical d'arrondissement CMA de Babadjou dispose d'un pavillon mère-enfant depuis février 2023

## Cultes
L'Eglise Évangélique du Cameroun EEC compte 6 paroisses. 
- La paroisse de Toumaka située après la clinique Prestige 
- La paroisse de Bamendjingha 
- La paroisse de Bamelo située après le lycée technique de Bamelo 
- La paroisse de Balepo 
- La paroisse de Kombou 
- La paroisse de Zavion.
Ces paroisses constituent un district et appartiennent à la région synodale des bamboutos et Nord Ouest
La paroisse catholique Saint Ferdinand de Babadjou relève de la doyenné de Mbouda du diocèse de Bafoussam.

## Économie
Les principales activités économiques sont l'agriculture, le petit élevage domestique et le commerce.